# Нигер на Универсиадах
Нигер принимают участие в Универсиадах начиная с летней Универсиады 1970 года в Турине. На зимних Универсиадах спортивная делегация Нигера не участвовала ни разу.
На настоящее время (после летней Универсиады 2021 и зимней Универсиады 2023) спортсмены Нигера на всех Универсиадах медалей не завоевали.